# Birgit Weihrauch
Birgit Weihrauch, geborene Eggers (* 19. Mai 1943 in Kiel) ist eine deutsche Medizinerin und Politikerin. Sie war Staatsrätin in Bremen beim Bremer Senat.

## Biografie
Weihrauch studierte von 1963 bis 1969 Medizin an der Universität Kiel, der Universität Freiburg im Breisgau und der Universität München. 1969 schloss sie ihr Studium mit dem Medizinischen Staatsexamen sowie dem US-amerikanischen Staatsexamen ECFMG ab. Sie promovierte 1970 in München im Fachbereich Orthopädie zum Dr. med. und erlangte ihre Approbation in Kiel.
Seit 1969 war sie mehrere Jahre als Assistenzärztin an verschiedenen Krankenhäusern in der Inneren Medizin und in der Kinderheilkunde in Kiel, Wiesbaden und Phoenix (Arizona, USA) sowie in einer Allgemeinpraxis in Mainz tätig. Ab 1974 folgte eine Tätigkeit als Assistenzärztin an der Versorgungsärztlichen Untersuchungsstelle Mainz.
Von 1982 bis 1985 war sie Referentin im Bundesarbeitsministerium in Bonn.
Von 1985 bis 2005 wirkte sie im Gesundheitsministerium des Landes Nordrhein-Westfalen als Referatsleiterin für Fragen der Psychiatrischen Versorgung, seit 1988 als Leiterin der Gruppe „Gesundheitspolitik / Gesundheitsschutz“, seit 1995 auch als stellvertretende Abteilungsleiterin und seit 2004 als Leiterin der Abteilung Gesundheit.
2005, nach dem Regierungswechsel in Nordrhein-Westfalen, wurde sie Hauptgeschäftsführerin der Epidemiologisches Krebsregister NRW gGmbH (EKR NRW) in Münster.
Vom 22. August 2006 bis zur Pensionierung 2007 war Weihrauch Bremer Staatsrätin im Ressort für Arbeit, Frauen, Gesundheit, Jugend und Soziales und somit Stellvertreterin von Senatorin Karin Röpke (SPD) bzw. Ingelore Rosenkötter (SPD).
Seit Oktober 2006 ist Weihrauch ehrenamtliche Vorstandsvorsitzende des Deutschen Hospiz- und PalliativVerbands sowie seit Oktober 2008 ehrenamtliche Vorsitzende der Deutschen Hospiz- und PalliativStiftung.
2011 wurde sie für ihre Verdienste um die Hospiz- und Palliativversorgung mit dem Bundesverdienstkreuz am Bande ausgezeichnet. 2017 erhielt sie die Paracelsus-Medaille der deutschen Ärzteschaft.
Weihrauch war mit Thomas Robert Weihrauch verheiratet und ist Mutter zweier Kinder.